# Liste des sceaux des États des États-Unis
Pour des articles plus généraux, voir États des États-Unis et Héraldique.
Ci-dessous se dresse une liste des sceaux des cinquante États des États-Unis.
- Par ordre alphabétique :

Sceau de l'Alabama
Sceau de l'Alaska
Sceau de l'Arizona
Sceau de l'Arkansas
Sceau de la Californie
Sceau de la Caroline du Nord
Sceau de la Caroline du Sud
Sceau du Colorado
Sceau du Connecticut
Sceau du Dakota du Nord
Sceau du Dakota du Sud
Sceau du Delaware
Sceau de la Floride
Sceau de la Géorgie
Sceau d'Hawaï
Sceau de l'Idaho
Sceau de l'Illinois
Sceau de l'Indiana
Sceau de l'Iowa
Sceau du Kansas
Sceau du Kentucky
Sceau de la Louisiane
Sceau du Maine
Sceau du Maryland
Sceau du Massachusetts
Sceau du Michigan
Sceau du Minnesota
Sceau du Mississippi
Sceau du Missouri
Sceau du Montana
Sceau du Nebraska
Sceau du Nevada
Sceau du New Hampshire
Sceau du New Jersey
Sceau du Nouveau-Mexique
Sceau de l'État de New York
Sceau de l'Ohio
Sceau de l'Oklahoma
Sceau de l'Oregon
Sceau de la Pennsylvanie
Sceau du Rhode Island
Sceau du Tennessee
Sceau du Texas
Sceau de l'Utah
Sceau du Vermont
Sceau de la Virginie
Sceau de la Virginie-Occidentale
Sceau de l'État de Washington
Sceau du Wisconsin
Sceau du Wyoming

## District de Columbia

Sceau du District de Columbia

## Territoires non incorporés

Sceau des Samoa américaines
Sceau de Guam
Sceau des Îles Mariannes du Nord
Sceau des Îles Vierges américaines
Sceau de Porto Rico